# Actus purus
Nella filosofia Scolastica, l'actus purus (in italiano: "puro atto", "pura attualità") è l'assoluta perfezione di Dio. L'espressione significa che Dio è puro, completo e privo di potenza.

## Descrizione
Gli enti creati sono un misto di potenza e atto, e quindi di imperfezione e di perfezione. Solo Dio è simultaneamente e istantaneamente tutto ciò che Egli può essere, in accordo con Esodo 3:14che riporta l'affermazione "Io sono colui che sono". I suoi attributi o le sue operazioni sono realmente identici alla Sua essenza e la Sua essenza rende necessaria la Sua esistenza. Ciò è in contrasto con la distinzione fra energheiai ed essenza proprie della teologia della Chiesa ortodossa e in particolare del palamismo.
Nelle cose create, lo stato della potenza precede quello dell'atto, primaché esso sia realizzato, quale perfezione che deve essere capace di realizzazione. Ma, in senso stretto, l'attualità precede la potenzialità. Per poter cambiare, una cosa deve essere già attualizzata: il cambiamento e la potenza presuppongono un essere che è in actu. Questa attualità, quando è mista a una potenzialità, presuppone a sua volta un'altra attualità, e così via all'infinito, generando un regresso all'infinito, che termina soltanto con un atto puro.
Secondo san Tommaso d'Aquino, una cosa il cui completamento necessita di un'altra cosa, si dice in potenza rispetto a quest'ultima: la realizzazione di una potenza è chiamata atto. L'universo è concepito come una serie di cose disposte in un ordine ascendente, o di potenze e atti collegati e creati da Dio, che è Atto puro. Dio è immutabile poiché il mutamento esige la potenza e l'atto, dunque Dio è senza principio e senza fine, ingenerato e imperituro, eterno. Al contrario, egli è l'Alfa e l'Omega, il principio primo e il fine ultimo di tutto ciò che esiste. 
Materia e forma sono necessarie per la comprensione del cambiamento, perché il cambiamento richiede l'unione di ciò che diviene e di ciò che si diventa. La materia è ciò che diviene, mentre la forma è ciò che la cosa diventa. Tutti gli enti fisici sono composti di materia e forma (ilemorfismo). La differenza tra una cosa come forma o carattere e l'effettiva esistenza di essa è denotata dai termini essenza ed essere (o esistenza). Solamente in Dio non vi è distinzione reale fra essenza ed esistenza: Egli è da sempre e per sempre, da sempre e per sempre esiste come tutto ciò che può essere. 
Entrambe le coppie – materia e forma, essenza ed essere – sono casi speciali di potenza e atto. Sono anche modi: i modi non aggiungono nulla all'idea di essere, ma sono modi per rendere esplicito ciò che in esso è implicito.

## Essere comune e Essere come Atto puro
Secondo Tommaso d'Aquino, Dio può essere definito anche come l'atto di tutti gli atti, la perfezione di tutte le perfezioni e l'Essere perfetto. Questo Essere si chiama anche essere in senso forte o Essere intensivo (Esse ut actus, o Actus essendi) per distinguerlo dall'essere in senso debole o essere comune (esse commune, meglio chiamato ens commune, perché non è alternativo né sullo stesso piano del vero Essere divino) di tutti gli enti creati. 
L'Esse ipsum subsistens è esplicitamente menzionato con riferimento all' infinita perfezione di Dio:
(ST I, 4,2)
Nel capitolo terzo del De ente et essentia afferma dell'esse commune:
(Tommaso d'Aquino, L'ente e l'essenza (cap. III), trad. ital. di Pasquale Porro, Rusconi, Milano 1995, p. 119-121)
L'essere comune è un vuoto contenitore, "un’unità del tutto indeterminata e indeterminabile", che non determina nulla. Di contro, l''Actus purus non può essere letto in senso panteistico, come forma comune immanente all'esistenza. L'Essere vero è infinitamente trascendente e semplice, privo di qualsiasi composizione: materia e forma, potenza e atto, essenza ed esistenza. L'atto puro o Esse ipsum subsistens non è nemmeno essenza: quest'ultima indica un aver-essere (habitudo) che si compone con l'esistenza o Actus essendi.
L'Essere perfetto (o Esse ipsum subsistens, Essere che sussiste per se stesso e non in virtù di altro-da-sé) si predica in modo analogo, mentre l'essere comune è stato predicato da vari filosofi in modo univoco: l'essere comune univoco è l'oggetto delle filosofie di Parmenide e Platone, Scoto, Suárez e Wolff. Tuttavia, secondo Mondin, nemmeno l'essere comune è univoco, ma segue un'analogia, quella di proporzionalità: l'essere di Dio sta a Dio come quello dell'uomo sta all'uomo e quello del singolo animale sta al singolo animale. La parola "come" indica una relazione di somiglianza, non un'eguaglianza.
L'Essere intensivo include ogni determinazione possibile, ne esclude quindi qualsiasi altra aggiunta, è la massima perfezione reale; l'essere comune è la massima astrazione e la minima perfezione, universale e totalmente indeterminato, indifferente a qualsiasi aggiunta (che non esclude e nemmeno include).
L'essere comune è l'oggetto della metafisica, anche tomistica, che studia l'ente in quanto ente in universale.
Dio non può coincidere con l'essere comune perché si ridurrebbe a una mera astrazione esistente nella sola mente umana. L'essere comune e l'essere intensivo sono trascendentali poiché trascendono le dieci categorie aristoteliche; mentre il primo è immanente agli enti, l'Essere intensivo è trascendente (oltreché trascendentale). L'Essere intensivo, che è appunto trascendente, non può essere confuso con quello immanente di Plotino, Hegel e Heidegger.
L'essere perfettissimo è quanto di più forte e potente, intelligente e libero, nobile e prezioso, profondo e intimo alle creature, possa esistere.